# シャロン＝アン＝シャンパーニュ
シャロン＝アン＝シャンパーニュ（仏: Châlons-en-Champagne フランス語発音: [ʃɑlɔ̃ ɑ̃ ʃɑ̃paɲ]）は、フランスの北部に位置する都市で、グラン・テスト地域圏、マルヌ県の県庁所在地である。1998年に、シャロン＝シュル＝マルヌ（Châlons-sur-Marne）から現名称に変更した。

## 概要
面積は26.05km2、人口は2006年時点で46,184人である。近隣市を併せた人口は約60,000人、都市圏としての人口は約79,000人。

## 歴史
古代ローマ時代は「カタラウヌム」（仏: Catalauniques）と呼ばれ、「カタラウヌムの戦い」として史実上有名な戦いが274年（ローマ帝国とガリア帝国）及び451年（西ローマ帝国とフン族）の2度行われた。市内にある「ノートル＝ダム＝アン＝ヴォー教会」（Notre-Dame-en-Vaux）は世界遺産にも登録されている。

## 姉妹都市・提携都市
- イルキストン、イギリス、1957年
- ボボ・ディウラッソ、ブルキナファソ、1970/1971年
- ノイス、ドイツ、1972/1998年
- ラズグラト、ブルガリア、1993年
- ルターシュタット・ヴィッテンベルク、ドイツ、1997年
- ミラベル、カナダ、2000年

## 著名出身者
- アイサ・マンディ：サッカー選手
- ニコラ・アペール：瓶詰めの発明者
- アントワーヌ・シェジー: 水理技術者

## ギャラリー

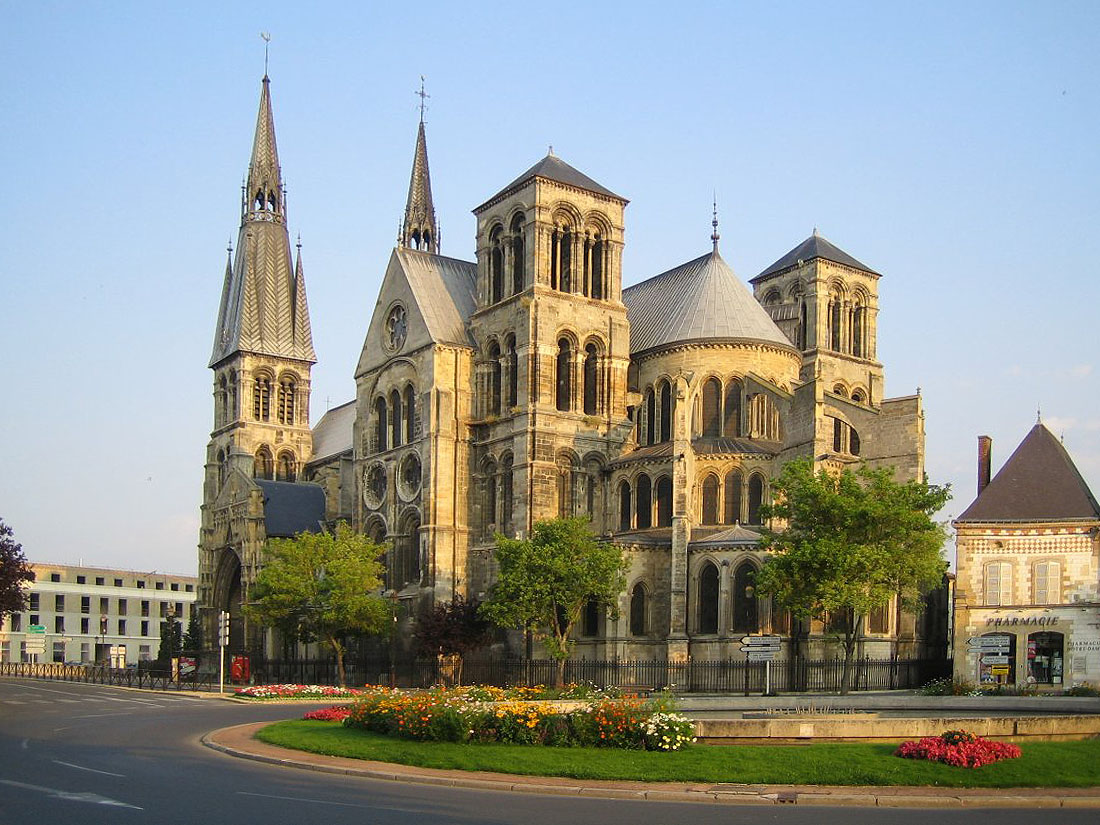
市内にあるノートル＝ダム＝アン＝ヴォー教会